# Nguyệt Đàn

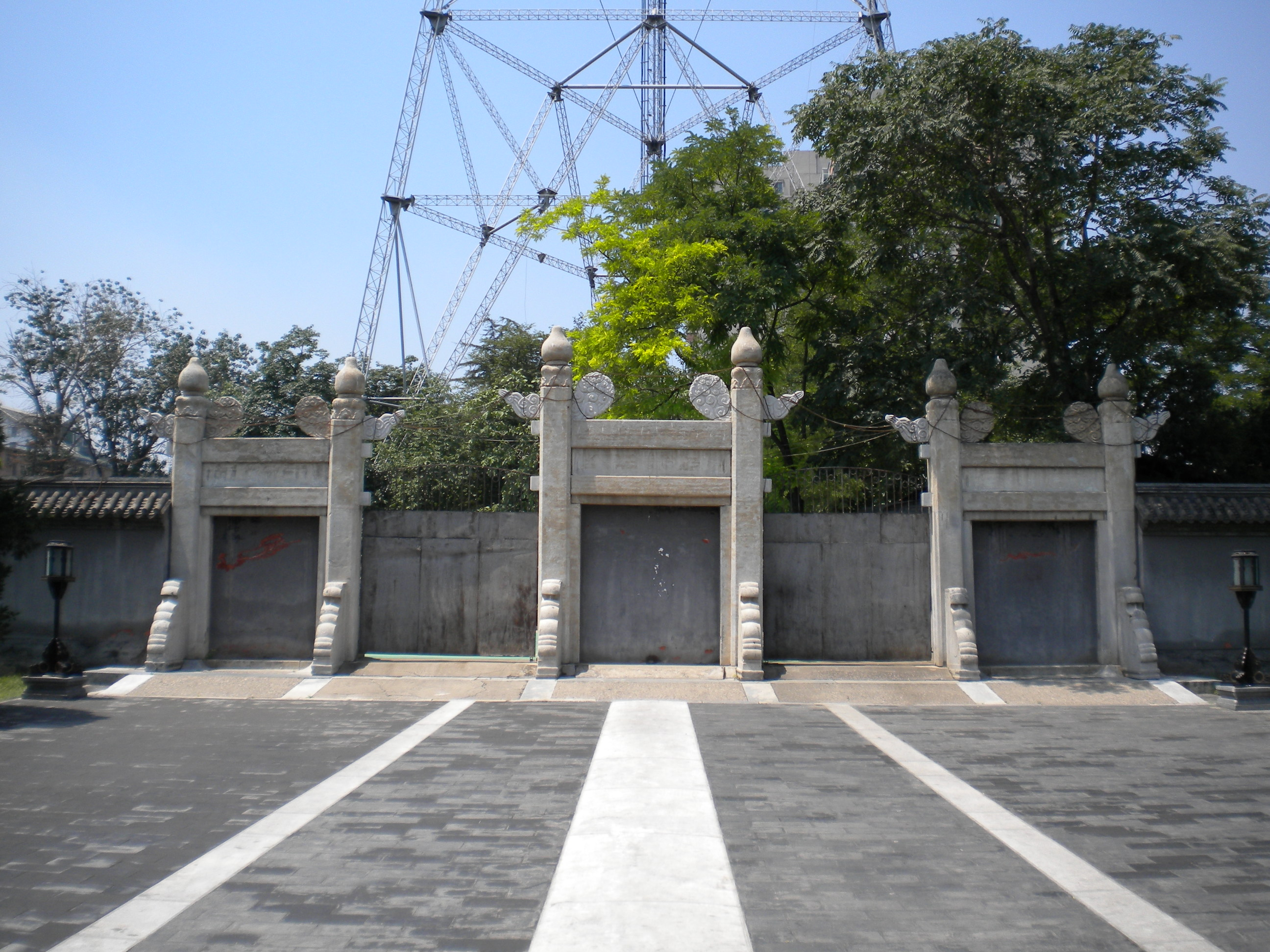

Nguyệt Đàn (tiếng Hoa giản thể: 月坛) là đền thờ Mặt Trăng được xây dựng thời nhà Minh tại Tây Thành Khu của nội thành Bắc Kinh, Trung Quốc. Đây là nơi các Hoàng đế nhà Minh, nhà Thanh cúng tế Mặt Trăng. Đây là một trong cửu đàn bát miếu tại Bắc Kinh.